# سال شش امپراتور
| ماکسیمینوس ترکس                                     |
| گوردیان یکم و گوردیان دوم                           |
| پوپینوس و بالبینوس، به‌طور صوری همراه با گوردیان سوم |
| گوردیان سوم                                         |
| --------------------------------------------------- |

سال شش امپراتور (به انگلیسی: Year of the Six Emperors) اشاره‌ای است به سال ۲۳۸ میلادی در امپراتوری روم که در طی آن سال، شش نفر به عنوان امپراتور قدرت را در دست داشتند.

## شش امپراتور

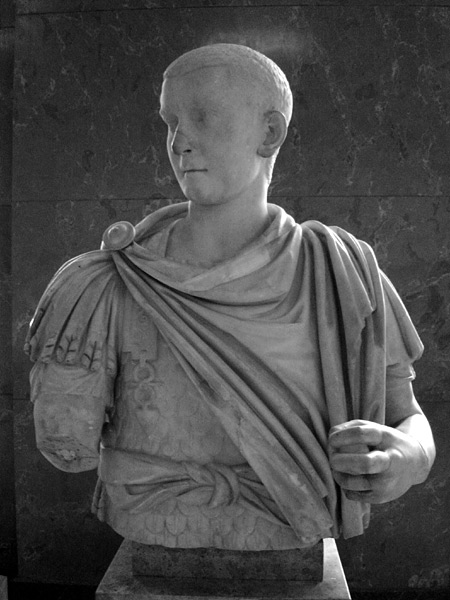
پرتره گوردیان سوم. سنگ مرمر، بین سال‌های ۲۴۲ تا ۲۴۴ میلادی. از گابی.

### ماکسیمینوس ترکس
در سال ۲۳۵ میلادی، الکساندر سوروس به دست سربازان یاغی به قتل رسید و آنان ماکسیمینوس ترکس را که در آن زمان، فرماندهی سپاه روم در منطقهٔ راین را برعهده داشت به امپراتوری رساندند. ماکسیمینوس به مدت سه سال تا آوریل ۲۳۸ امپراتور روم بود و دوران حکومتش زمینه‌ساز آغاز جنگ‌های داخلی در درون امپراتوری شد.

### گوردیان یکم و گوردیان دوم
در ژانویهٔ سال ۲۳۸ میلادی، گروهی از ملاکان آفریقایی که از سیستم دریافت مالیات امپراتوری ناراضی بودند دست به شورش زده، مالیات‌گیرندگان فرستاده شده از سوی ماکسیمینوس را کشتند و گوردیان یکم را که در آن زمان فرماندار استان‌های آفریقایی امپراتوری روم بود را به امپراتوری برگزیدند. گوردیان دوم در ۲۲ مارس ۲۳۸، دوران امپراتوری مشترک خود با پسرش گوردیان دوم را آغاز کرد و سنای روم نیز آن دو را به رسمیت شناخت.

### پوپینوس، بالبینوس و گوردیان سوم
اما دیری نپایید که شورش توسط کاپلیانوس، فرماندار نومیدیا و از حامیان وفادار به ماکسیمینوس تراکس سرکوب شد. گوردیان دوم در جنگ کشته شد و پدرش گوردیان یکم خود را حلق آویز کرد. به‌دنبال فرونشاندن این شورش، ماکسیمینوس ترکس همراه با سپاهش از منطقهٔ راین به سوی رم حرکت کرد. اعضای سنای روم که به دلیل حمایت آشکارشان از گوردیان‌ها از مواجه با ماکسیمینوس بیم داشتند، با دشمن نامیدنش او را از امپراتوری خلع و در ۲۲ آوریل ۲۳۸ دو نفر از سناتورها را با نام‌های پوپینوس و بالبینوس به‌طور مشترک به امپراتوری برگزیدند. اما این انتخاب مورد قبول افکار عمومی قرار نگرفت و گروهی از رمی‌ها سنا را به محاصرهٔ خود درآورده و به پرتاب سنگ و چوب به سوی امپراتوران جدید پرداختند. سناتورها که از علاقهٔ مردم به گوردیان سوم، نوهٔ سیزده سالهٔ گوردیان یکم آگاه بودند، برای آرام ساختن اوضاع او را به رم آورده و با اعطا نمودن لقب سزار به او جانشین امپراتورش ساختند.
پس از آن و به دنبال آرام‌تر شدن اوضاع، پوپینوس همراه با سپاهی برای مقابله با ماکسیمینوس تراکس خارج شد و بالبینوس برای زیر نظر داشتن وضعیت در رم ماند. ماکسیمینوس ترکس در آوریل ۲۳۸ به دست سربازان خود که از عدم موفقیت او سرخورده شده بودند کشته شد و پوپینوس در پایان ماه ژوئن همان سال با پیروزی و همراه با سرهای بریدهٔ ماکسیمینوس و پسرش ماکسیموس به رم بازگشت.

### گوردیان سوم
پوپینوس پس از رسیدن به رم مشاهده نمود که بالبینوس در آرام نگهداشتن اوضاع موفقیتی در بر نداشته و شهر در آشوب به سر می‌برد. با حضور پوپینوس در رم کمی آرامش به شهر بازگشت اما جو همچنان متشنج بود. از سوی دیگر با وجودی‌که دو امپراتور در کنار یکدیگر به امور کشور رسیدگی می‌کردند اما درگیری‌هایی نیز بر سر قدرت بینشان وجود داشت و دو طرف از این بیم داشتنند که در جنگ قدرت به دست طرف مقابل کشته شوند. در بحبوحهٔ یکی از این درگیری‌ها در ۲۹ ژوئیهٔ ۲۳۸، پرتورینها که از انتخاب این دو نفر ناراضی بودند و یاد ماکسیمینوس را گرامی می‌داشتند فرصتی برای انتقام یافتند. آنان وارد کاخ امپراتوری شده، پویپنوس و بالبینوس را دستگیر نموده و پس از لخت‌کردنشان آنان را در خیابان‌های رم بر روی زمین کشیده و سرانجام به قتلشان رساندند.
به دنبال مرگ پوپینوس و بالبینوس، گوردیان سوم نوجوان در همان روز بدون هیچ‌گونه اعتراضی به عنوان امپراتور جدید روم انتخاب شد. با این حال به دلیل سن کم امپراتور نوجوان، قدرت در دست مشاوران او قرار گرفت و آنان گردانندگان اصلی امپراتوری بودند.

## نگارخانه

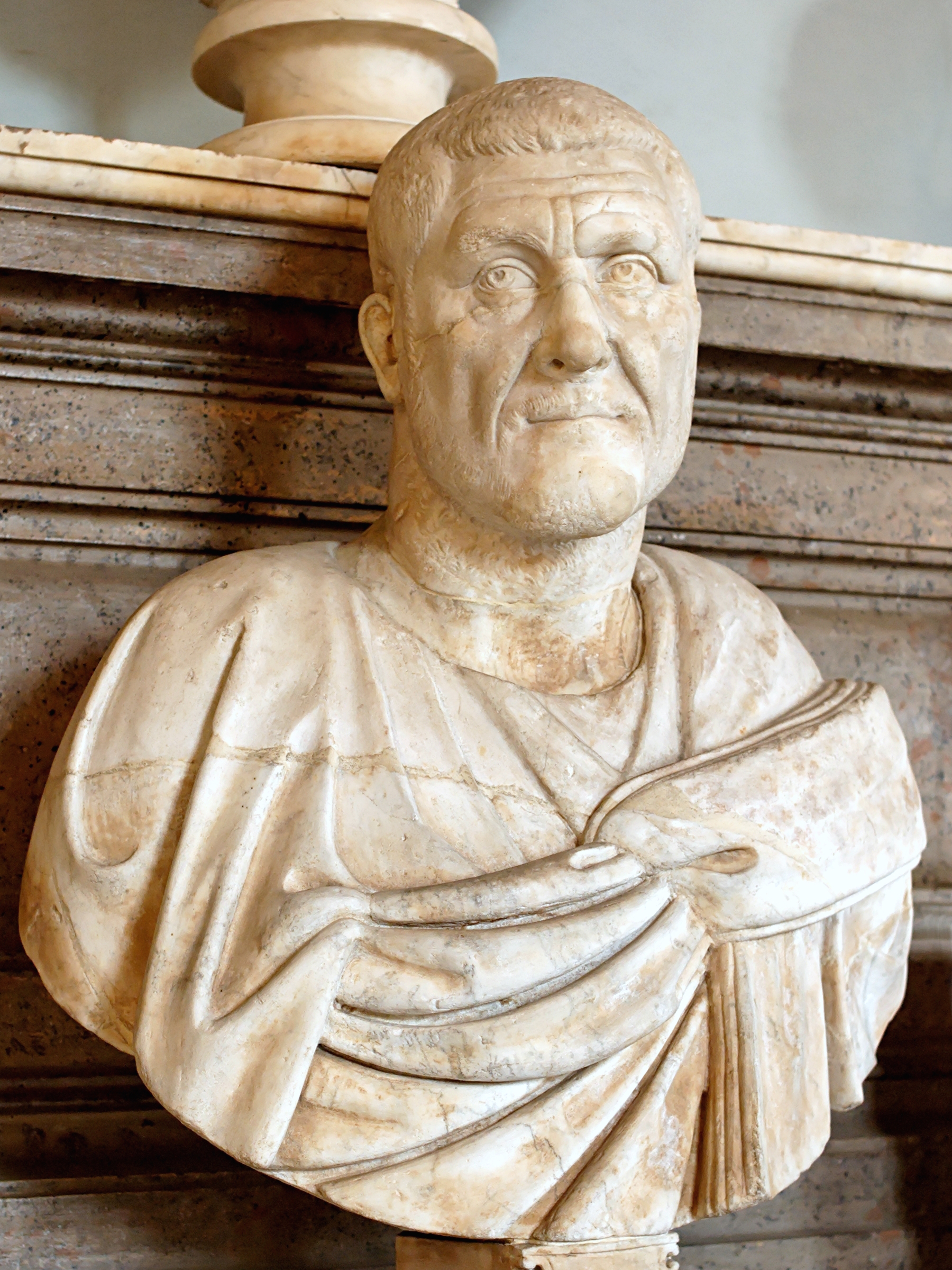
ماکسیمینوس ترکس
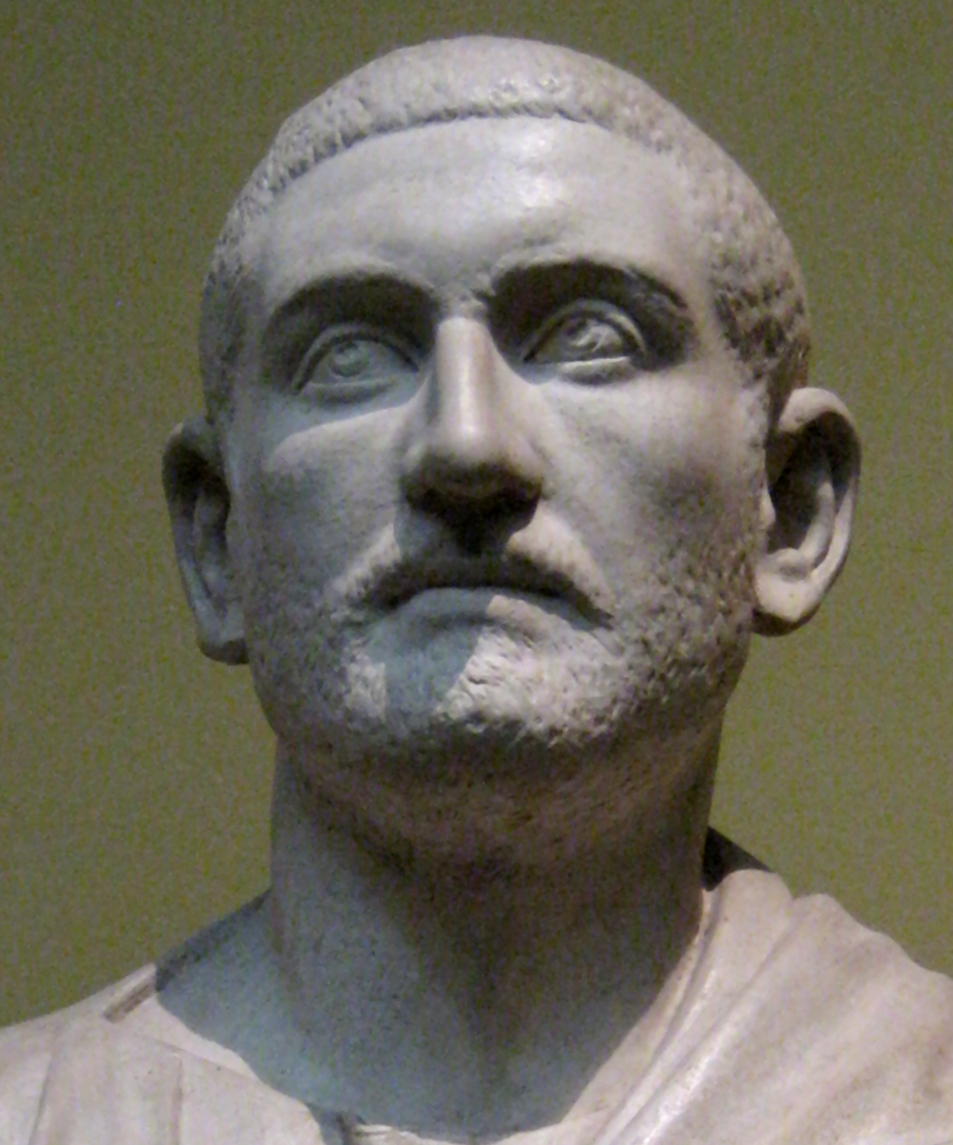
گوردیان یکم
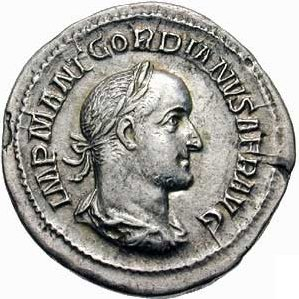
گوردیان دوم
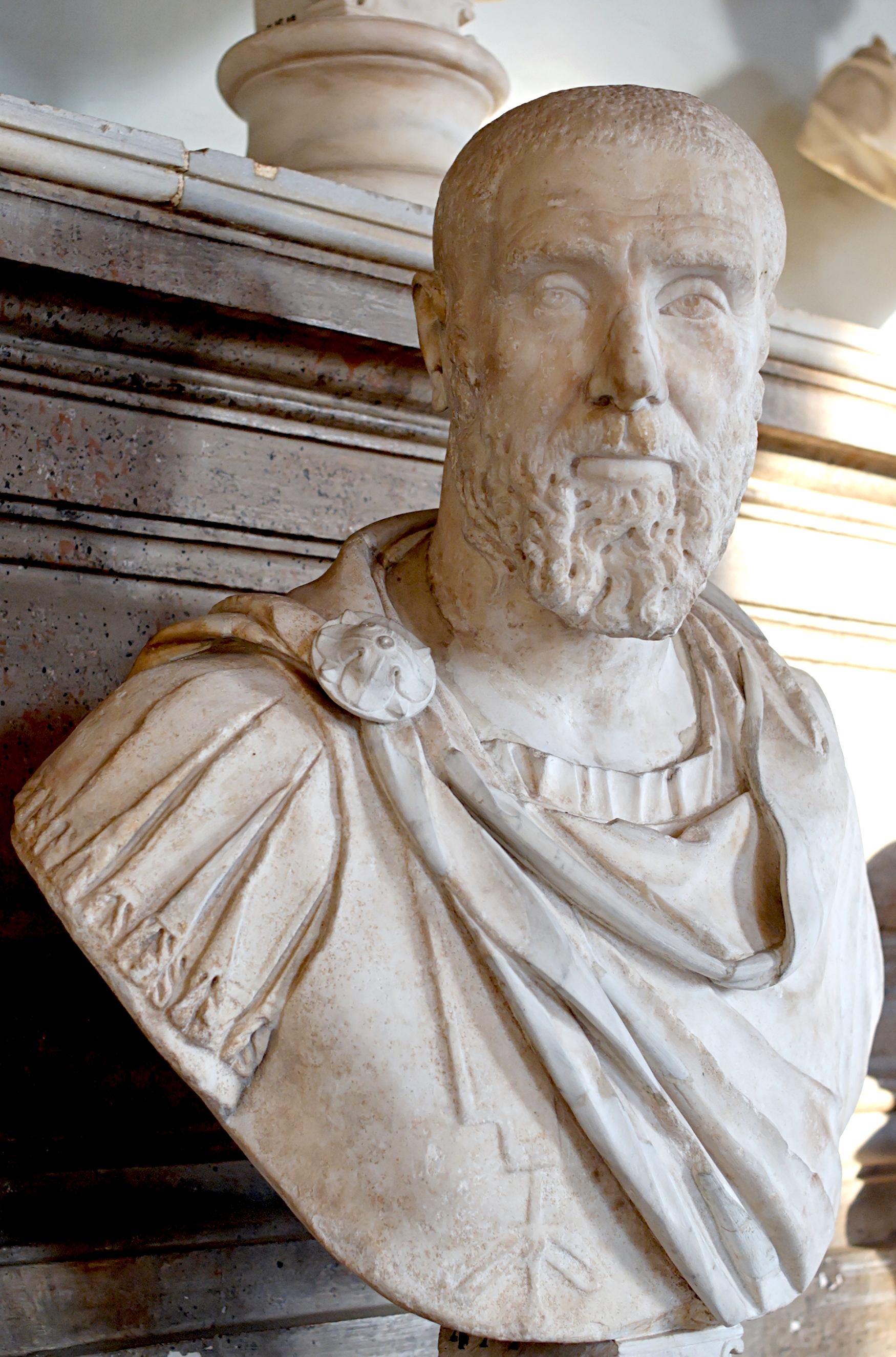
پوپینوس
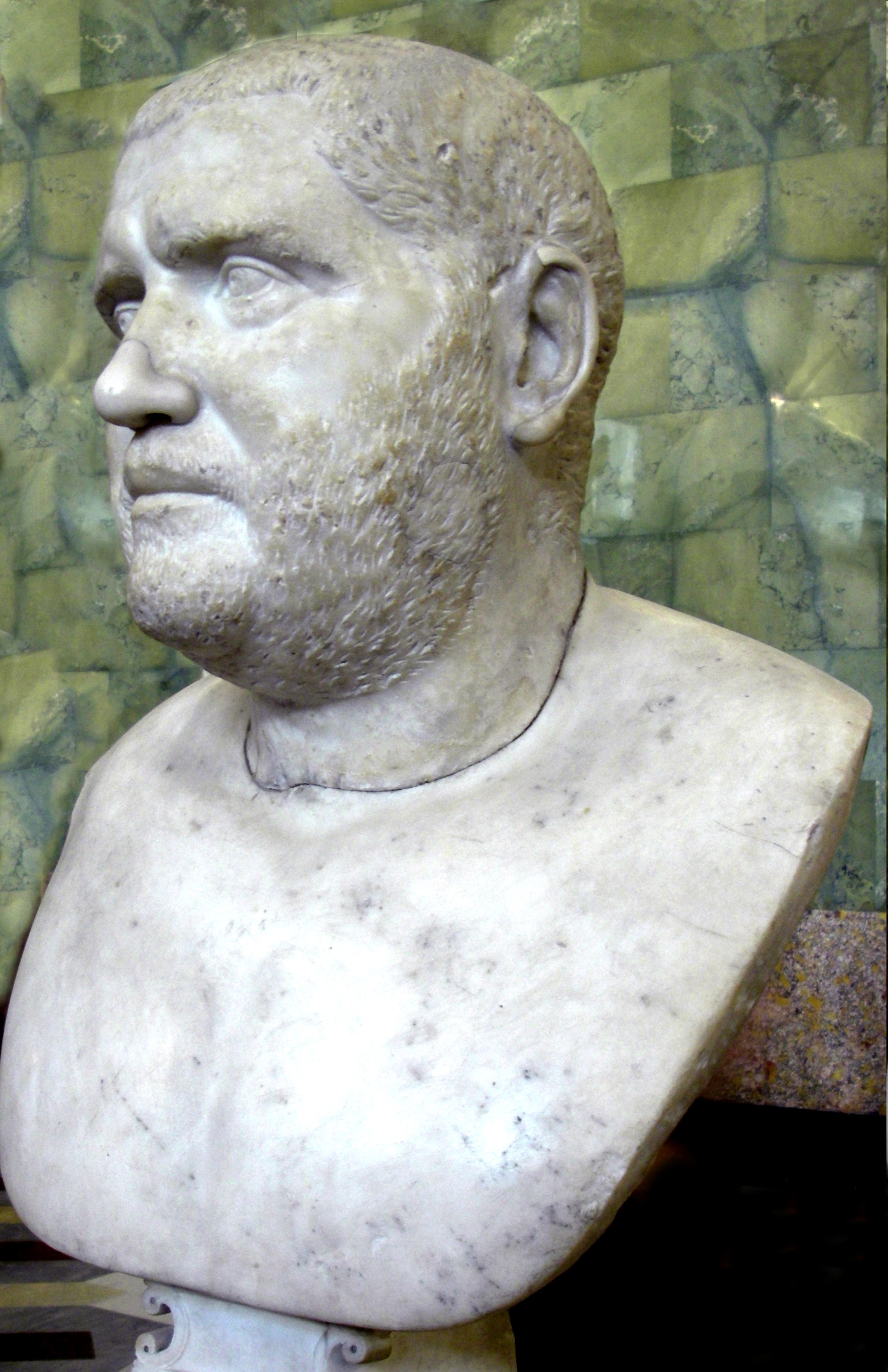
بالبینوس
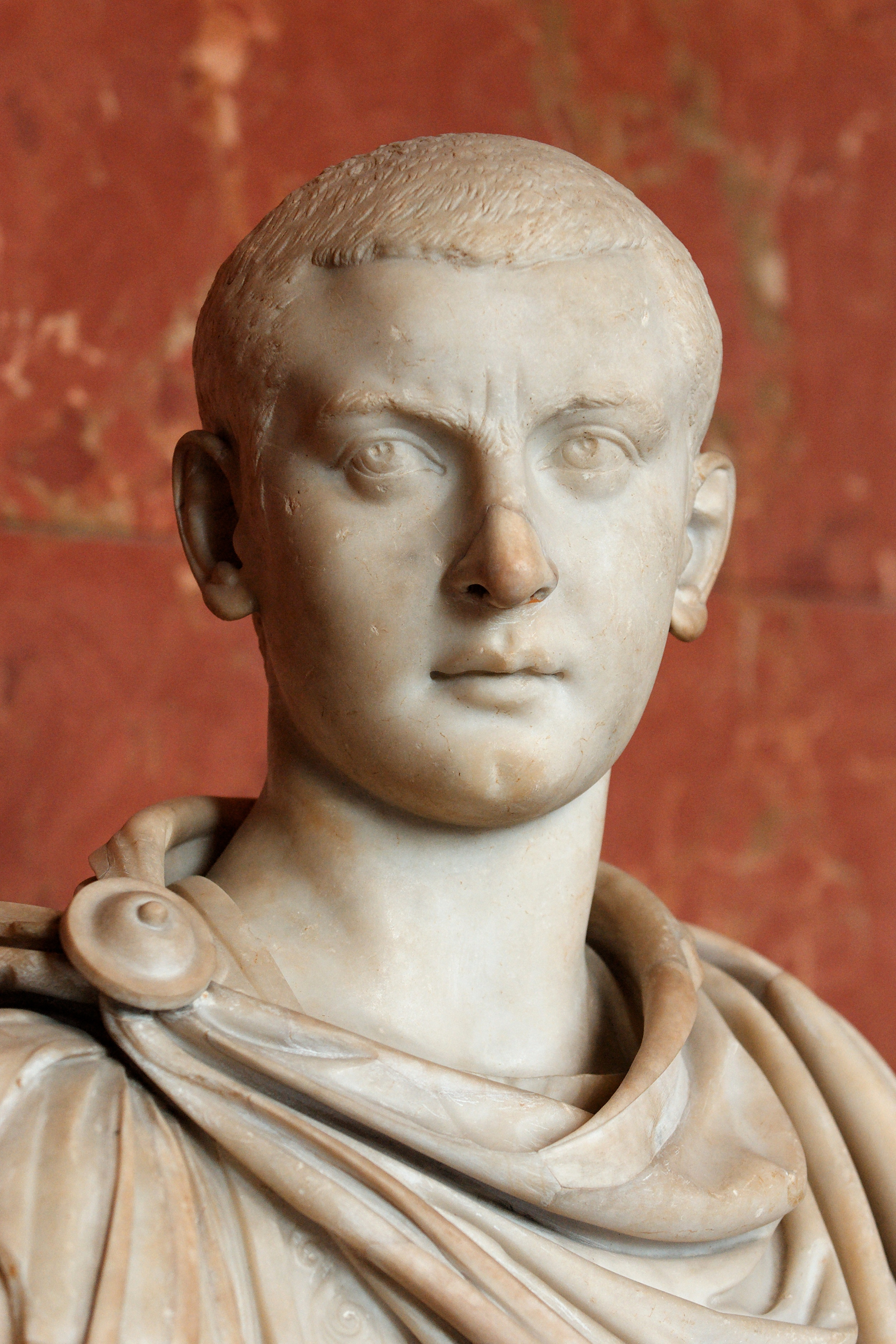
گوردیان سوم